# 布氏擬盔魚
布氏擬盔魚（学名：Pseudocoris bleekeri），又名布氏擬鸚鯛、黃點龍、汕冷仔，为輻鰭魚綱鱸形目隆頭魚亞目隆頭魚科擬盔魚屬下的一个种，分布於西太平洋區，從琉球群島至印尼海域，棲息深度10-30公尺，體長可達15公分，棲息在沙石底質海域，以浮游生物為食，生活習性不明。